# 28059 Kiliaan
28059 Kiliaan là một tiểu hành tinh vành đai chính với chu kỳ quỹ đạo là 1781.0162370 ngày (4.88 năm).
Nó được phát hiện ngày 26 tháng 7 năm 1998.